# 性别扭曲
《性别扭曲》是美国科幻电视剧《X档案》第一季的第14集，于1994年1月21日通过福克斯电视网在美国首播。节目由拉里·巴伯和保罗·巴伯编剧，罗伯·鲍曼执导，属电视剧的“每周怪物”系列剧集，同主线剧情的层层谜团没有联系。客串演员布伦特·欣克利和尼古拉斯·李经本集首次露面，其中李之后还在第二季以常设角色亚历克斯·克里克回归。
联邦调查局特工福克斯·穆德（大卫·杜考夫尼饰）和丹娜·斯嘉丽（吉莲·安德森饰）受命调查人称“档案”的悬案，这些案件大多同超自然现象有关。两人在本集调查连环杀人案，受害人都是在发生性关系后被杀。两人很快发现嫌疑人可能是马萨诸塞州的教派人士，而且很可能不是人类。
本集剧情源自制片人格伦·摩根的构想，希望制作一期有更多性方面内容的节目。但是，编剧在创作过程中发现，无论是要表现性危险的一面还是加入阿米什风格社区都不是件容易的事。《性别扭曲》在美国首播期间共吸引约680万户家庭观看，之后评价褒贬不一，特别是“天外救星”般突然的结局颇受非议。部分学者认为，本集剧情基本遵循科幻传统，把强大的超自然元素同与外星生命的肢体接触联系起来。也有观点认为，剧情反映出20世纪90年代多种性别角色涌现引发的社会焦虑心理。

## 剧情
青年女子马蒂（Marty，凯特·特瓦饰）从夜总会同一名男青年一起离开，两人随后发生一夜情。男子之后丧命，马蒂则以男性形象（彼得·斯戴宾斯饰）离开房间。联邦调查局特工福克斯·穆德（Fox Mulder，大卫·杜考夫尼饰）和丹娜·斯嘉丽（Dana Scully，吉莲·安德森饰）接到通知抵达命案现场，穆德认为受害人死于过量摄入信息素。之前已经发生过几起类似凶案，凶手的性别难以确定。根据现场找到的线索，两名探员前去马萨诸塞州史提夫斯顿（Steveston）一个阿米什风格社区，穆德称此地名叫金德里德（Kindred）。
穆德向当地人打听消息，但众人都对他避而远之。斯嘉丽同安德鲁教士（Brother Andrew，布伦特·欣克利饰）成为朋友，但他也不愿意透露社区内的情况。斯嘉丽在和安德鲁握手时突然失神，只到穆德用手抓住她时才回过神来。两名特工一起拜访偏远的金德里德社区，按居民要求交出佩枪后，两人获邀同众人共进晚餐。一起吃饭的亚伦教士（Brother Aaron）患有疾病，但众人不允许斯嘉丽上前救治，安德鲁教士解释称，金德里德社区都是相互照应，不需外人插手。与此同时，一名男子在另一间夜总会碰触某青年女子的手，邀请她共舞。
众人把两名特工送出村外，穆德此时想起他在村里时完全没有看到儿童，而且许多人的面孔看起来和20世纪30年代拍摄的照片很像。出于好奇，他当晚又回到村里，听到当地人走进谷仓时的吟诵。安德鲁教士带着斯嘉丽离开，声称杀人凶手是马丁教士（Brother Martin），自己能够提供线索。穆德从缝隙中窥视，看到众人在谷仓下层用含水的粘土为生病的亚伦教士擦拭躯体，然后就把他活埋，并且亚伦教士的身体这时还开始显现出女性特征。与此同时，安德鲁教士利用他的神秘力量勾引斯嘉丽，后者无法抵抗，幸而穆德在她即将屈服前及时赶到，然后两人就再度被送出村外。
又变成女性形象的马丁教士同名叫米歇尔（Michel，尼古拉斯·李饰）的男子在车上发生性关系，但被路过的巡警打断。米歇尔突然开始干呕，马丁教士变成男性并在攻击巡警后逃脱。面对前来医院问话的穆德和斯嘉丽，米歇尔很不情愿地透露自己当时看向车外时，发现之前同他做爱的女子“看起来像个男的”。两名特工收到线报，之前被马丁教士所盗的一张受害人的信用卡突然有消费情况，两人把马丁教士追赶进小巷，但此时金德里德村民出现将嫌疑人带走。次日早上，两名特工再度来到金德里德，发现这里的通道已经完全被白色粘土封死。穆德和斯嘉丽走进附近的田地，发现大片的麦田圈，表明生活在金德里德的其实是外星人。:132–133:79–80

## 制作

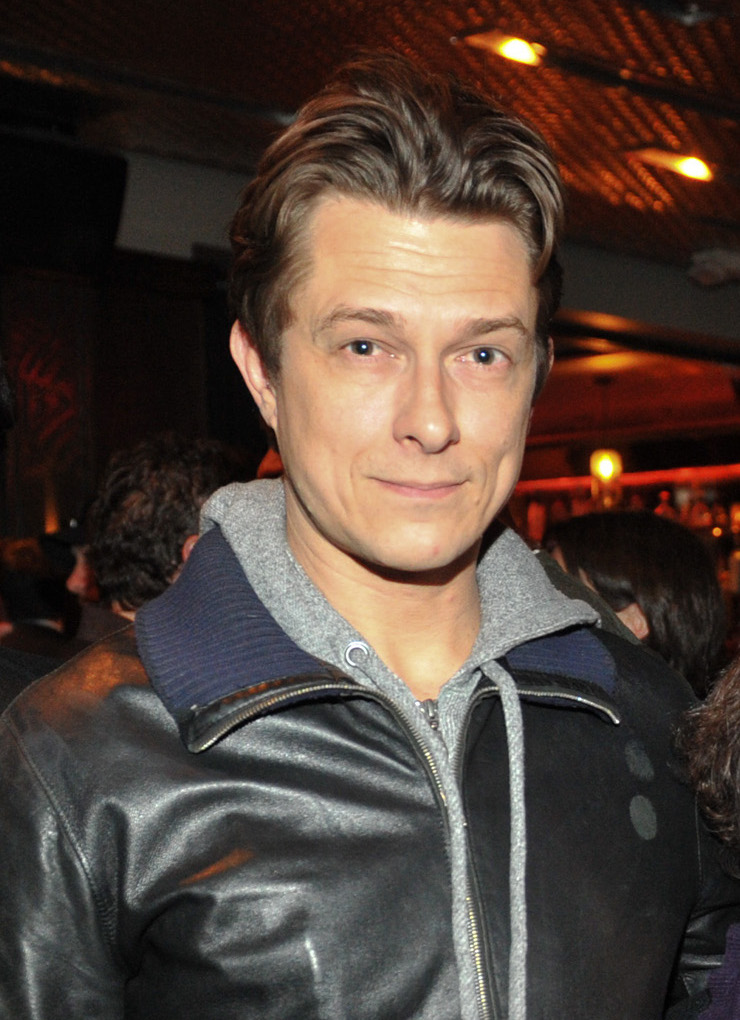
彼得·斯戴宾斯和女演员凯特·特瓦的外貌颇为神似，两人在本片中扮演同一角色的不同性别形象

制片人格伦·摩根（Glen Morgan）在谈及《性别扭曲》的初步构想时表示，是他希望制作一期有更多性方面内容的节目:61。事实证明，要把性描绘成某种可怕的东西，同时确保观众觉得真实可信并不是件容易的事，制片人于是提出设想，在剧中引入“来自另一个星球，看起来像阿米什人的角色:61。”本集的剧本由自由撰搞人拉里·巴伯（Larry Barber）和保罗·巴伯（Paul Barber）执笔，其初步构想受到瑞士艺术家H·R·吉格尔的显著影响，着重体现金德里德农耕环境同“肉欲横流”城市生活的巨大反差:61–62。初稿之后经过多次改写，例如把某个人物胯部腐烂的情节删除，避免剧情在审查和分级方面遇到麻烦:133。巴伯兄弟完成的剧本中没有金德里德居民吟诵的情节，这些内容是制片人保罗·拉布温（Paul Rabwin）所加:81。
剧中马蒂（即马丁教士）一角化身女性时由女演员凯特·特瓦（Kate Twa）扮演，化身男性时则由彼得·斯戴宾斯（Peter Stebbings）诠释。特瓦比斯戴宾斯先获选参演，接下来制片人R·W·古德温（R. W. Goodwin）因为觉得斯戴宾斯和特瓦的外貌“颇为神似”而选择他出演:62–63。为了体现两人的相似之处，剧中还有特瓦经影像变形化身成斯戴宾斯模样的镜头，在古德温看来，两名演员实在太像，所以这个镜头的效果显而易见，“能量瞬间爆发:62–63。”尼古拉斯·李（Nicholas Lea）在本集扮演幸有巡警路过而生还的受害人，之后他在《X档案》第二季第四集《不能睡的人》（Sleepless）中回归出演常设角色亚历克斯·克里克（Alex Krycek）:133:97。特瓦同样于第二季回归，在第23集《柔光》（Soft Light）中饰演斯嘉丽之前的同僚:124。
《性别扭曲》是罗伯·鲍曼（Rob Bowman）首度执导《档案》剧集，之后他导演的《档案》剧集比其他任何人都多:133，1998年的改编电影《X档案：征服未来》同样是他的手笔。鲍曼觉得《性别扭曲》的摄制颇具挑战，剧本起初要求用灯笼为多个场景照明，事实证明这样的构想脱落现实。此外，拍摄金德里德谷仓下方的地下墓穴需要搭建内景，但由于工程进程太慢，第二摄制组不得不重拍大范围的视野镜头。这还导致剧组需要多花一天时间拍摄男主角杜考夫尼出场的必要镜头。:61–63
金德里德村庄的外景镜头是在不列颠哥伦比亚兰里市一个从19世纪90年代起保存至今的农场取景，村内的场景则是在片场搭建:42。两名特工到访的小镇是在史提夫斯顿摄制，剧组之后拍摄第一季第18集《神迹》（Miracle Man）期间还回到此地取景:42–43。《性别扭曲》中夜总会桥段的音乐是作曲家马克·斯诺（Mark Snow）之前为电视电影《职责前线：街头战争》（In the Line of Duty: Street War）创作的音乐:133。

## 主题
有学者认为，《性别扭曲》把勾引和外星人绑架混为一体，代表现代思潮中的性焦虑感。·基思·布克（M. Keith Booker）认为，剧中金德里德居民的变形代表之前十年间性别角色变幻引发的现代性焦虑，这种焦虑又同“对性接触基本的恐惧”结合。安东尼奥·巴列斯特罗斯·冈萨雷斯（Antonio Ballesteros González）表示，《性别扭曲》代表《档案》对引诱和绑架的探索，称“两者都可以视为性侵犯的组成部分:376，”在他看来，剧中的大反派代表“对性和繁殖的恐惧:377。”金德里德居民对他人的触摸往往意味着是此人会受到控制或死于非命，部分学者认为，这代表这些居民在性压抑下的强大控制能力，传统科幻作品中的许多外星人或其他外界生命也能以接触发挥强大效力，电影《灵异杀机》《E.T.外星人》和小说《傀儡主人》都有类似情节。

## 播映和反响

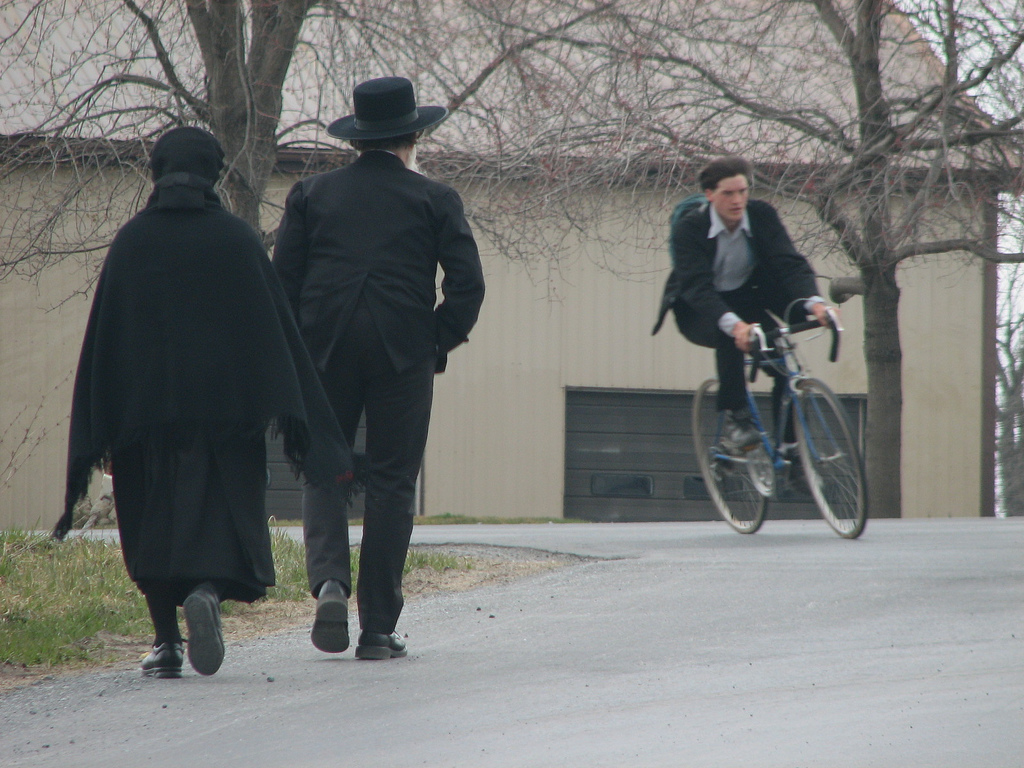
面对有关剧中金德里德人和阿米什人非常相似的疑问，克里斯·卡特表示：“他们（指阿米什人）又不看电视，所以我才不担心呢。”

《性别扭曲》于1994年1月21日通过福克斯电视网在美国首播，同年12月22日又经英国广播公司第二台在英国播映。节目在美国首播期间约有680万户家庭收看，观众人数约1110万，尼尔森收视率数值为7.2，收视率12，意即当时装有电视的美国家庭中有7.2%收看本集，当时就在看电视的观众则有12%选择《性别扭曲》:248。
评论界对本集反响褒贬不一，但还是以正面评价为主。极客巢穴网站的马特·海格（Matt Haigh）给予《性别扭曲》好评，称赞节目构思新颖、富于创见，令人耳目一新，同时场景在营造气氛上表现上佳，幽灵感的反派角色给人留下深刻印象。《影音俱乐部》的扎克·汉德伦（Zack Handlen）同样称赞剧集表现，给予的高度评价，在他看来，本集剧情“将科学理论、未经证实的传言和过目难忘的视觉特效完美融合在一起。”汉德伦还认为《性别扭曲》就是《档案》理想的代表作，剧中人物虽然短暂同超自然现象接触，但却自始至终未能追根究底。电视小队的安娜·约翰斯（Anna Johns）也对本集抱正面态度，自称对节目“无疑非常满意。”
《娱乐周刊》在回顾第一季时给本集评分，认为剧本构思巧妙，但却因涉及太多尖锐敏感的问题导致发挥不佳。罗伯特·谢尔曼（Robert Shearman）和拉斯·皮尔逊（Lars Pearson）在著作《希望相信：档案批判指南，千禧年与孤胆枪手》（Wanting to Believe: A Critical Guide to The X-Files, Millennium & The Lone Gunmen）中对《性别扭曲》评价不佳，打分只有一星半（最高五星），书中批评节目结局非常俗套。不过，谢尔曼认为剧中还是有一些亮点，如鲍曼的导演功底，“颓废”夜生活与金德里德充满克制与压抑社会风气之间的反差等。在他看来，节目在主题展现上还过于温和甚至保守，导致剧情“索然无味”。菲尔·法兰德（Phil Farrand）在著作《档案吹毛求疵指南》（The Nitpicker's Guide for X-Philes）中指出，本集存在多处前后矛盾的情节，而且结局实在难以令人信服。对此他举出的例子包括：金德里德居民的信息素中包含人类，并且他们私下里还是用英语交流，考虑到他们实际上是外星人，这样的设定未免自相矛盾。
《性别扭曲》以“天外救星”式的结局表明金德里德居民其实是外星人，但这种安排引来剧组内部非议。制片人黄毅瑜就觉得结局太过突然和意外，感觉“就像我们在向观众表演魔术，最后他们说：‘哇哦，刚才那是什么情况？’”:61他还认为节目剧情同现实脱节，所以对观众而言末尾揭开的谜团根本毫无意义:61。摩根也感觉剧情有些过火，令人感觉不可思议:61。面对有关剧中金德里德人和阿米什人非常相似的疑问，克里斯·卡特表示：“他们（指阿米什人）又不看电视，所以我才不担心呢:133。”